# Caryoborus serripes
Caryoborus serripes là một loài bọ cánh cứng trong họ Bruchidae. Loài này được Sturm miêu tả khoa học năm 1826.